# Siedlung des Dresdner Spar- und Bauvereins Gruna

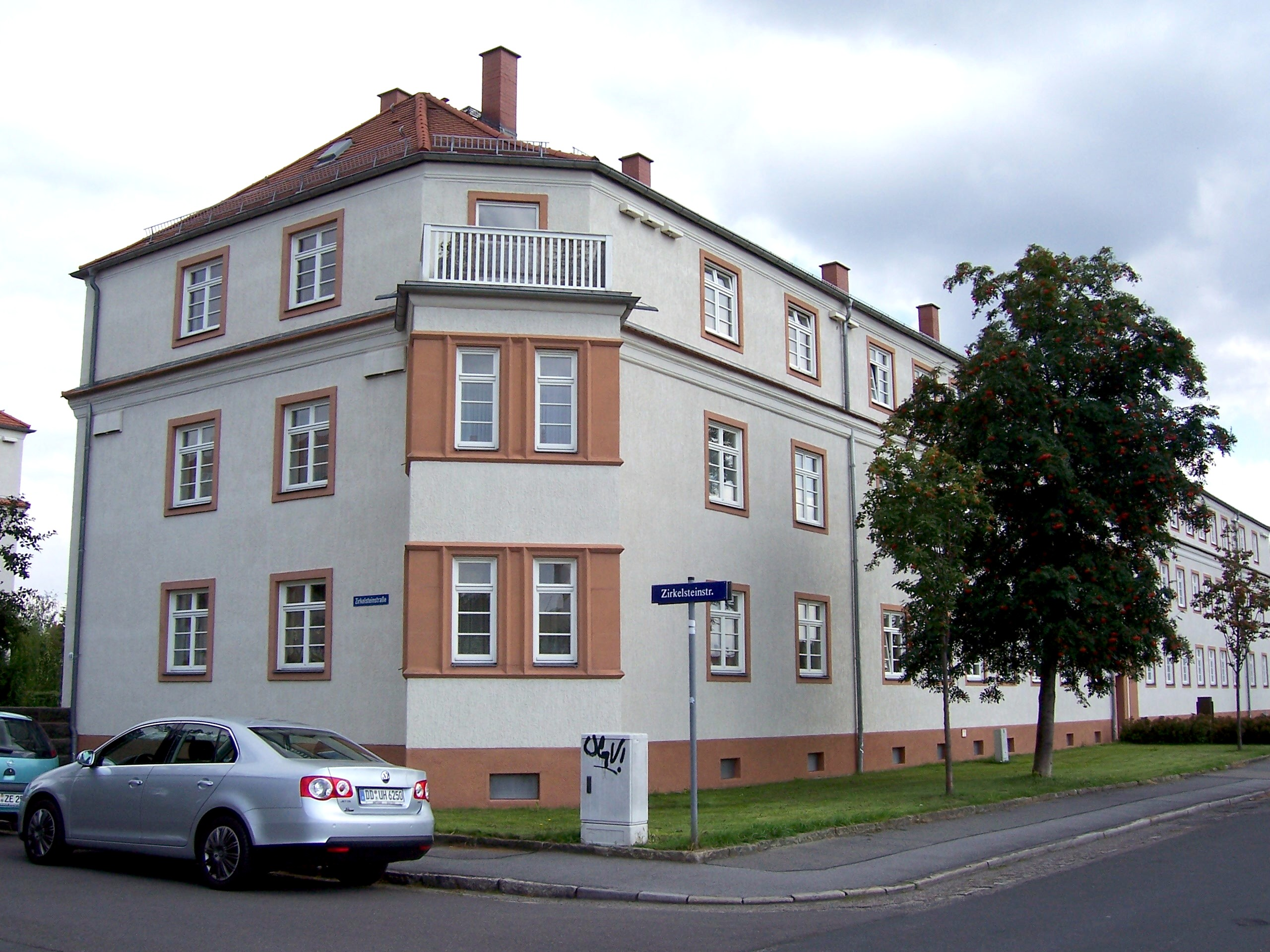
Gebäude am Frauensteiner Platz mit Eckerker

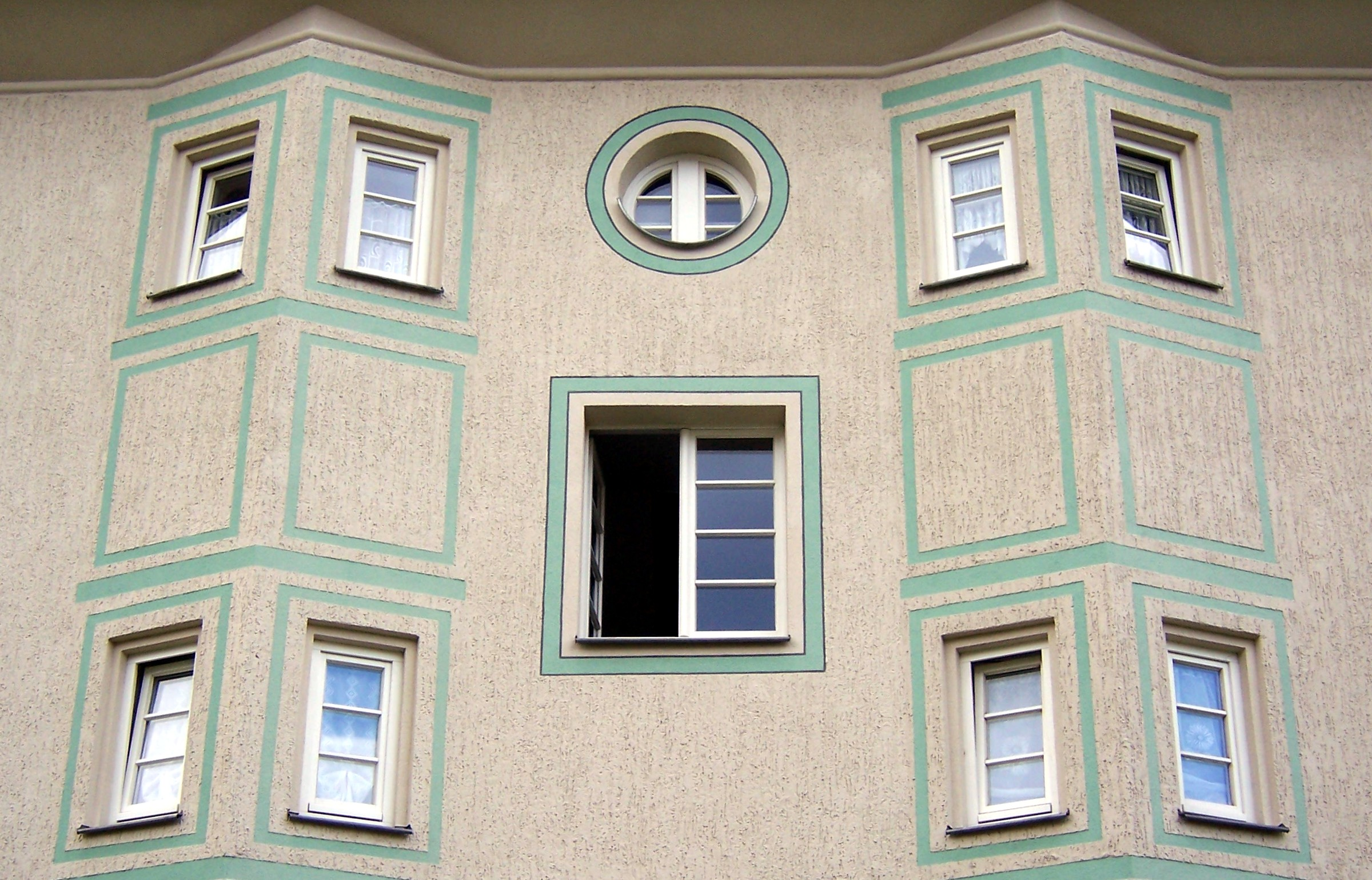
Fassadendetail eines Gebäudes auf dem Geraden Steg

Die Siedlung des Dresdner Spar- und Bauvereins Gruna ist eine östlich des Landgrabens gelegene Siedlung am Frauensteiner Platz im Dresdner Stadtteil Gruna. Wie die benachbarte Gartenheimsiedlung Dresden-Gruna wurde auch diese größte Siedlung des Dresdner Spar- und Bauvereins vom Architekten Paul Beck entworfen. Beide wandelten zusammen mit der GEWOBAG-Siedlung den ländlichen Charakter des Stadtteils.

## Zum Charakter der Siedlung
Die Siedlung entstand von 1926 bis 1928 in traditioneller Bauweise mit dezenten expressionistischen Elementen. Dabei ist „die Anwendung von traditionalistischen Formen […] zurückhaltender“ als bei der westlich angrenzenden Gartenheimsiedlung.
Die Fassaden am Geraden Steg zeigen „dreieckige Vorsprünge“ und dreieckige Dachgauben. In der Zschirnsteinstraße wurden die Hauseingänge mit „zurückgesetzten und gestreckten Rundbogen“ geschmückt. Die Fenster- und Türumrahmungen sind farblich abgesetzt. Die Gebäude am Frauensteiner Platz haben Eckerker zur Straßenseite hin, während bei der Hofseite Loggien mit geradem beziehungsweise halbrundem Abschluss zu sehen sind.
Wie die Gartenheimsiedlung wurde auch die Siedlung des Dresdner Spar- und Bauvereins während der Luftangriffe auf Dresden 1945 teilweise zerstört. Der teilweisen Instandsetzung folgte bis 1990 der allmähliche Verfall. Gemeinsam mit der Gartenheimsiedlung wurde sie jedoch durch den neuen Eigentümer, die Wohnungsgenossenschaft Aufbau, schrittweise modernisiert und nach denkmalpflegerischen Gesichtspunkten instand gesetzt.